# Wyścig Węgier WTCC 2011
Wyścig Węgier WTCC 2011 – czwarta runda World Touring Car Championship w sezonie 2011 i pierwszy w historii Wyścig Węgier. Rozegrał się on w dniach 3-5 czerwca 2011 na torze Hungaroring w miejscowości Mogyoród położonej koło stolicy Węgier, Budapesztu. W pierwszym wyścigu zwyciężył Alain Menu z Chevroleta, a w drugim jego zespołowy kolega Yvan Muller.

## Wypowiedzi zwycięzców
Dzięki pole position wiedziałem, że jeśli będę prowadził na pierwszym okrążeniu mam dużą szansę wygrać wyścig. Ale Michelisz był za mną bardzo szybki i doganiał mnie. Spodziewałem się, że jego opony zaczną się poddawać po połowie drogi, podobnie jak moje... W każdym razie zdołałem trzymać go za sobą, ale nigdy nie był zbyt daleko i trzymał mnie pod naciskiem do samego końca. To był bardzo dobry wynik!

Pierwsze okrążenia były bardzo trudne, było prawie niemożliwe utrzymanie się na torze, była tak głęboka woda. Kiedy wyścig został wznowiony wiedziałem, że tor bardzo szybko wyschnie. Nie było łatwo wyprzedzić Tarquiniego, ale kiedy zdołałem to zrobić mogłem lekko cisnąć i wytworzyć przewagę. To wystarczyło bym był zdolny do utrzymania opon podczas ostatnich okrążeń. To był dla mnie czas by zaliczyć wynik w kategorii zwycięstw.

## Lista startowa
| Nr | Kierowca           | Zespół                      | Samochód             | Klasa |
| -- | ------------------ | --------------------------- | -------------------- | ----- |
| 1  | Yvan Muller        | Chevrolet                   | Chevrolet Cruze 1.6T | M     |
| 2  | Robert Huff        | Chevrolet                   | Chevrolet Cruze 1.6T | M     |
| 3  | Gabriele Tarquini  | Lukoil – SUNRED             | SEAT León 2.0 TDI    | M     |
| 4  | Aleksiej Dudukało  | Lukoil – SUNRED             | SEAT León 2.0 TDI    | MYJ   |
| 5  | Norbert Michelisz  | Zengő-Dension Team          | BMW 320 TC           | MY    |
| 7  | Fredy Barth        | SEAT Swiss Racing by SUNRED | SUNRED SR León 1.6T  | MY    |
| 8  | Alain Menu         | Chevrolet                   | Chevrolet Cruze 1.6T | M     |
| 9  | Darryl O’Young     | Bamboo Engineering          | Chevrolet Cruze 1.6T | MY    |
| 10 | Yukinori Taniguchi | Bamboo Engineering          | Chevrolet Cruze 1.6T | MY    |
| 11 | Kristian Poulsen   | Liqui Moly Team Engstler    | BMW 320 TC           | MY    |
| 12 | Franz Engstler     | Liqui Moly Team Engstler    | BMW 320 TC           | MY    |
| 15 | Tom Coronel        | ROAL Motorsport             | BMW 320 TC           | M     |
| 17 | Michel Nykjær      | SUNRED Engineering          | SUNRED SR León 1.6T  | MY    |
| 18 | Tiago Monteiro     | SUNRED Engineering          | SEAT León 2.0 TDI    | M     |
| 20 | Javier Villa       | Proteam Racing              | BMW 320 TC           | MY    |
| 21 | Fabio Fabiani      | Proteam Racing              | BMW 320si            | MYJ   |
| 25 | Mehdi Bennani      | Proteam Racing              | BMW 320 TC           | MY    |
| 30 | Robert Dahlgren    | Polestar Racing             | Volvo C30            | M     |
| 35 | Urs Sonderegger    | Wiechers-Sport              | BMW 320 TC           | MY    |
| 74 | Pepe Oriola        | SUNRED Engineering          | SUNRED SR León 1.6T  | MY    |
| Nr | Kierowca           | Zespół                      | Samochód             | Klasa |

| Symbol | Klasa                                   |
| ------ | --------------------------------------- |
| M      | Producent (Manufacturers' Championship) |
| Y      | Niezależny (Yokohama Trophy)            |
| J      | Specyfikacja 2010 (Jay-Ten Trophy)      |

## Wyniki

### Sesje treningowe
| Sesja | Nr | Kierowca    | Zespół    | Samochód             | Czas     | Okr. |
| ----- | -- | ----------- | --------- | -------------------- | -------- | ---- |
| 1     | 2  | Robert Huff | Chevrolet | Chevrolet Cruze 1.6T | 1:57,296 | 10   |
| 2     | 1  | Yvan Muller | Chevrolet | Chevrolet Cruze 1.6T | 1:57,447 | 12   |

### Kwalifikacje
| Poz.    | Nr      |         | Kierowca           | Zespół                      | Samochód             | Q1       | Q2       | Poz. s. R1 | Poz. s. R2 |
| II etap | II etap | II etap | II etap            | II etap                     | II etap              | II etap  | II etap  | II etap    | II etap    |
| ------- | ------- | ------- | ------------------ | --------------------------- | -------------------- | -------- | -------- | ---------- | ---------- |
| 1       | 8       |         | Alain Menu         | Chevrolet                   | Chevrolet Cruze 1.6T | 1:57,620 | 1:56,546 | 1          | 2          |
| 2       | 1       |         | Yvan Muller        | Chevrolet                   | Chevrolet Cruze 1.6T | 1:57,371 | 1:56,657 | 2          | 8          |
| 3       | 20      | Y       | Javier Villa       | Proteam Racing              | BMW 320 TC           | 1:57,166 | 1:56,710 | 3          | 10         |
| 4       | 15      |         | Tom Coronel        | ROAL Motorsport             | BMW 320 TC           | 1:57,589 | 1:56,912 | 4          | 4          |
| 5       | 5       | Y       | Norbert Michelisz  | Zengő-Dension Team          | BMW 320 TC           | 1:57,423 | 1:56,923 | 5          | 6          |
| 6       | 30      |         | Robert Dahlgren    | Polestar Racing             | Volvo C30            | 1:57,207 | 1:56,945 | 6          | 9          |
| 7       | 18      |         | Tiago Monteiro     | SUNRED Engineering          | SEAT León 2.0 TDI    | 1:57,578 | 1:56,974 | 7          | 5          |
| 8       | 11      | Y       | Kristian Poulsen   | Liqui Moly Team Engstler    | BMW 320 TC           | 1:57,599 | 1:57,048 | 8          | 3          |
| 9       | 3       |         | Gabriele Tarquini  | Lukoil – SUNRED             | SEAT León 2.0 TDI    | 1:57,397 | 1:57,073 | 9          | 7          |
| 10      | 25      | Y       | Mehdi Bennani      | Proteam Racing              | BMW 320 TC           | 1:57,706 | 1:57,376 | 10         | 1          |
| I etap  |         |         |                    |                             |                      |          |          |            |            |
| 11      | 9       | Y       | Darryl O’Young     | Bamboo Engineering          | Chevrolet Cruze 1.6T | 1:57,841 | –        | 11         | 11         |
| 12      | 2       |         | Robert Huff        | Chevrolet                   | Chevrolet Cruze 1.6T | 1:57,854 | –        | 12         | 12         |
| 13      | 17      | Y       | Michel Nykjær      | SUNRED Engineering          | SUNRED SR León 1.6T  | 1:58,030 | –        | 13         | 13         |
| 14      | 74      | Y       | Pepe Oriola        | SUNRED Engineering          | SUNRED SR León 1.6T  | 1:58,206 | –        | 14         | 14         |
| 15      | 7       | Y       | Fredy Barth        | SEAT Swiss Racing by SUNRED | SUNRED SR León 1.6T  | 1:58,440 | –        | 15         | 15         |
| 16      | 12      | Y       | Franz Engstler     | Liqui Moly Team Engstler    | BMW 320 TC           | 1:58,582 | –        | 16         | 16         |
| 17      | 4       | Y       | Aleksiej Dudukało  | Lukoil – SUNRED             | SEAT León 2.0 TDI    | 1:58,919 | –        | 17         | 17         |
| 18      | 10      | Y       | Yukinori Taniguchi | Bamboo Engineering          | Chevrolet Cruze 1.6T | 1:59,308 | –        | 18         | 18         |
|         | 21      | Y       | Fabio Fabiani      | Proteam Racing              | BMW 320si            | 2:05,381 | –        | 19         | 19         |
| Poz.    | Nr      |         | Kierowca           | Zespół                      | Samochód             | Q1       | Q2       | Poz. s. R1 | Poz. s. R2 |

#### Warunki atmosferyczne[3]
| Temperatura toru      | 51/53 °C |
| Temperatura powietrza | 29 °C    |
| Słońce                | tak      |
| Opady deszczu         | nie      |
| Sucho                 |          |

### Wyścig 1
| Poz.              | +/- | Nr |   | Kierowca           | Zespół                      | Samochód             | Okr. | Czas/Strata | Pkt. | Komentarz                    |
| ----------------- | --- | -- | - | ------------------ | --------------------------- | -------------------- | ---- | ----------- | ---- | ---------------------------- |
| 1                 |     | 8  |   | Alain Menu         | Chevrolet                   | Chevrolet Cruze 1.6T | 12   | 23:45,874   | 25   |                              |
| 2                 | 3   | 5  | Y | Norbert Michelisz  | Zengő-Dension Team          | BMW 320 TC           | 12   | +1,047      | 18   |                              |
| 3                 |     | 20 | Y | Javier Villa       | Proteam Racing              | BMW 320 TC           | 12   | +17,383     | 15   |                              |
| 4                 | 8   | 2  |   | Robert Huff        | Chevrolet                   | Chevrolet Cruze 1.6T | 12   | +17,983     | 12   |                              |
| 5                 | 3   | 1  |   | Yvan Muller        | Chevrolet                   | Chevrolet Cruze 1.6T | 12   | +18,365     | 10   |                              |
| 6                 | 3   | 3  |   | Gabriele Tarquini  | Lukoil – SUNRED             | SEAT León 2.0 TDI    | 12   | +18,780     | 8    |                              |
| 7                 |     | 18 |   | Tiago Monteiro     | SUNRED Engineering          | SEAT León 2.0 TDI    | 12   | +19,374     | 6    |                              |
| 8                 | 7   | 7  | Y | Fredy Barth        | SEAT Swiss Racing by SUNRED | SUNRED SR León 1.6T  | 12   | +24,349     | 4    |                              |
| 9                 | 1   | 11 | Y | Kristian Poulsen   | Liqui Moly Team Engstler    | BMW 320 TC           | 12   | +24,481     | 2    |                              |
| 10                | 4   | 74 | Y | Pepe Oriola        | SUNRED Engineering          | SUNRED SR León 1.6T  | 12   | +26,555     | 1    |                              |
| 11                | 7   | 10 | Y | Yukinori Taniguchi | Bamboo Engineering          | Chevrolet Cruze 1.6T | 12   | +35,306     |      |                              |
| 12                | 1   | 9  | Y | Darryl O’Young     | Bamboo Engineering          | Chevrolet Cruze 1.6T | 12   | +43,368     |      |                              |
| 13                |     | 17 | Y | Michel Nykjær      | SUNRED Engineering          | SUNRED SR León 1.6T  | 12   | +44,247     |      |                              |
| 14                | 4   | 25 | Y | Mehdi Bennani      | Proteam Racing              | BMW 320 TC           | 12   | +46,490     |      |                              |
| 15                | 1   | 12 | Y | Franz Engstler     | Liqui Moly Team Engstler    | BMW 320 TC           | 12   | +1:06,399   |      | kara +30 sekund              |
| 16                | 1   | 4  | Y | Aleksiej Dudukało  | Lukoil – SUNRED             | SEAT León 2.0 TDI    | 12   | +1:10,090   |      |                              |
| 17                | 2   | 21 | Y | Fabio Fabiani      | Proteam Racing              | BMW 320si            | 12   | +1:54,908   |      |                              |
| 18                | 14  | 15 |   | Tom Coronel        | ROAL Motorsport             | BMW 320 TC           | 9    | +3 okr.     |      | temperatura wody             |
| Niesklasyfikowani |     |    |   |                    |                             |                      |      |             |      |                              |
|                   |     | 30 |   | Robert Dahlgren    | Polestar Racing             | Volvo C30            | 5    |             |      | ukończył, kolizja z Dudukało |
| Nie wystartowali  |     |    |   |                    |                             |                      |      |             |      |                              |
|                   |     | 35 | Y | Urs Sonderegger    | Wiechers-Sport              | BMW 320 TC           | –    |             |      | wypadek w drugim treningu    |
| Poz.              | +/- | Nr |   | Kierowca           | Zespół                      | Samochód             | Okr. | Czas/Strata | Pkt. | Komentarz                    |

#### Najszybsze okrążenie
| Nr | Kierowca          | Zespół             | Samochód   | Czas     | Okr. |
| -- | ----------------- | ------------------ | ---------- | -------- | ---- |
| 5  | Norbert Michelisz | Zengő-Dension Team | BMW 320 TC | 1:57,552 | 3    |

#### Warunki atmosferyczne[3]
| Temperatura toru      | 48 °C |
| Temperatura powietrza | 27 °C |
| Słońce                | tak   |
| Opady deszczu         | nie   |
| Sucho                 |       |

### Wyścig 2
| Poz.              | +/- | Nr |   | Kierowca           | Zespół                      | Samochód             | Okr. | Czas/Strata | Pkt. | Komentarz                           |
| ----------------- | --- | -- | - | ------------------ | --------------------------- | -------------------- | ---- | ----------- | ---- | ----------------------------------- |
| 1                 | 7   | 1  |   | Yvan Muller        | Chevrolet                   | Chevrolet Cruze 1.6T | 14   | 59:02,507   | 25   |                                     |
| 2                 | 10  | 2  |   | Robert Huff        | Chevrolet                   | Chevrolet Cruze 1.6T | 14   | +3,631      | 18   |                                     |
| 3                 | 4   | 3  |   | Gabriele Tarquini  | Lukoil – SUNRED             | SEAT León 2.0 TDI    | 14   | +10,106     | 15   |                                     |
| 4                 |     | 15 |   | Tom Coronel        | ROAL Motorsport             | BMW 320 TC           | 14   | +11,699     | 12   |                                     |
| 5                 |     | 18 |   | Tiago Monteiro     | SUNRED Engineering          | SEAT León 2.0 TDI    | 14   | +22,995     | 10   |                                     |
| 6                 | 10  | 12 | Y | Franz Engstler     | Liqui Moly Team Engstler    | BMW 320 TC           | 14   | +23,070     | 8    |                                     |
| 7                 | 3   | 20 | Y | Javier Villa       | Proteam Racing              | BMW 320 TC           | 14   | +26,322     | 6    |                                     |
| 8                 | 3   | 9  | Y | Darryl O’Young     | Bamboo Engineering          | Chevrolet Cruze 1.6T | 14   | +31,267     | 4    |                                     |
| 9                 |     | 30 |   | Robert Dahlgren    | Polestar Racing             | Volvo C30            | 14   | +36,832     | 2    |                                     |
| 10                | 5   | 7  | Y | Fredy Barth        | SEAT Swiss Racing by SUNRED | SUNRED SR León 1.6T  | 14   | +37,247     | 1    |                                     |
| 11                | 7   | 10 | Y | Yukinori Taniguchi | Bamboo Engineering          | Chevrolet Cruze 1.6T | 14   | +43,609     |      |                                     |
| 12                | 5   | 4  | Y | Aleksiej Dudukało  | Lukoil – SUNRED             | SEAT León 2.0 TDI    | 14   | +1:34,238   |      |                                     |
| 13                |     | 17 | Y | Michel Nykjær      | SUNRED Engineering          | SUNRED SR León 1.6T  | 13   | +1 okr.     |      | przebita opona                      |
| 14                | 13  | 25 | Y | Mehdi Bennani      | Proteam Racing              | BMW 320 TC           | 13   | +1 okr.     |      |                                     |
| 15                | 9   | 5  | Y | Norbert Michelisz  | Zengő-Dension Team          | BMW 320 TC           | 13   | +1 okr.     |      | kara +30 sekund                     |
| Niesklasyfikowani |     |    |   |                    |                             |                      |      |             |      |                                     |
|                   |     | 21 | Y | Fabio Fabiani      | Proteam Racing              | BMW 320si            | 5    |             |      | kolizja z Dudukało                  |
|                   |     | 8  |   | Alain Menu         | Chevrolet                   | Chevrolet Cruze 1.6T | 4    |             |      | kolizja z barierą                   |
|                   |     | 74 | Y | Pepe Oriola        | SUNRED Engineering          | SUNRED SR León 1.6T  | 4    |             |      | kolizja z Dahlgrenem                |
|                   |     | 11 | Y | Kristian Poulsen   | Liqui Moly Team Engstler    | BMW 320 TC           | 3    |             |      | uszkodzenia z kolizji z Micheliszem |
| Nie wystartowali  |     |    |   |                    |                             |                      |      |             |      |                                     |
|                   |     | 35 | Y | Urs Sonderegger    | Wiechers-Sport              | BMW 320 TC           | –    |             |      | wypadek w drugim treningu           |
| Poz.              | +/- | Nr |   | Kierowca           | Zespół                      | Samochód             | Okr. | Czas/Strata | Pkt. | Komentarz                           |

#### Najszybsze okrążenie
| Nr | Kierowca          | Zespół             | Samochód   | Czas     | Okr. |
| -- | ----------------- | ------------------ | ---------- | -------- | ---- |
| 5  | Norbert Michelisz | Zengő-Dension Team | BMW 320 TC | 2:04,056 | 13   |

#### Warunki atmosferyczne[3]
| Temperatura toru      | 41 °C |
| Temperatura powietrza | 25 °C |
| Słońce                | nie   |
| Opady deszczu         | tak   |
| Mokro                 |       |

## Klasyfikacja po rundzie

### Kierowcy
| Poz. | +/- | Kierowca            | Starty | Punkty | P1 | P2 | P3 | PP | NO | NS | DK | NW |
| ---- | --- | ------------------- | ------ | ------ | -- | -- | -- | -- | -- | -- | -- | -- |
| 1    |     | Robert Huff         | 8      | 150    | 4  | 1  | –  | 3  | 3  | –  | –  | –  |
| 2    |     | Yvan Muller         | 8      | 119    | 1  | 3  | 2  | –  | 2  | 1  | –  | –  |
| 3    |     | Alain Menu          | 8      | 104    | 2  | 2  | –  | 2  | –  | 1  | –  | –  |
| 4    | 1   | Gabriele Tarquini   | 8      | 75     | 1  | –  | 1  | 1  | –  | 1  | –  | –  |
| 5    | 1   | Tiago Monteiro      | 8      | 74     | –  | –  | 2  | 1  | –  | –  | –  | –  |
| 6    | 1   | Tom Coronel         | 7      | 52     | –  | 1  | –  | –  | –  | 1  | –  | 1  |
| 7    | 1   | Norbert Michelisz   | 6      | 46     | –  | 1  | –  | –  | 2  | –  | –  | –  |
| 8    | 2   | Kristian Poulsen    | 8      | 43     | –  | –  | 1  | –  | –  | 2  | –  | –  |
| 9    | 3   | Javier Villa        | 8      | 36     | –  | –  | 1  | –  | 1  | –  | –  | –  |
| 10   | 1   | Darryl O’Young      | 8      | 31     | –  | –  | –  | –  | –  | 1  | –  | –  |
| 11   | 1   | Carlos "Cacá" Bueno | 2      | 25     | –  | –  | 1  | –  | –  | –  | –  | –  |
| 12   | 1   | Michel Nykjær       | 7      | 18     | –  | –  | –  | –  | –  | 1  | –  | 1  |
| 13   |     | Franz Engstler      | 8      | 16     | –  | –  | –  | –  | –  | 1  | –  | –  |
| 14   |     | Robert Dahlgren     | 8      | 8      | –  | –  | –  | –  | –  | 1  | –  | –  |
| 15   | 3   | Fredy Barth         | 7      | 6      | –  | –  | –  | –  | –  | 2  | –  | 1  |
| 16   | 1   | Aleksiej Dudukało   | 8      | 2      | –  | –  | –  | –  | –  | 2  | –  | –  |
| 17   |     | Pepe Oriola         | 8      | 2      | –  | –  | –  | –  | –  | 1  | –  | –  |
| 18   | 2   | Mehdi Bennani       | 7      | 1      | –  | –  | –  | 1  | –  | 1  | –  | 1  |
| 19   |     | Yukinori Taniguchi  | 8      | 0      | –  | –  | –  | –  | –  | –  | 1  | –  |
| 20   |     | Fabio Fabiani       | 8      | 0      | –  | –  | –  | –  | –  | 2  | –  | –  |
| 21   |     | Marchy Lee          | 5      | 0      | –  | –  | –  | –  | –  | 1  | –  | 1  |
| 22   |     | Urs Sonderegger     | 4      | 0      | –  | –  | –  | –  | –  | –  | –  | 2  |
| 23   |     | İbrahim Okyay       | 2      | 0      | –  | –  | –  | –  | –  | –  | –  | –  |
| Poz. | +/- | Kierowca            | Starty | Punkty | P1 | P2 | P3 | PP | NO | NS | DK | NW |

### Producenci
| Poz. | +/- | Producent                      | Starty | Punkty | P1 | P2 | P3 | PP | NO | NS | DK | NW |
| ---- | --- | ------------------------------ | ------ | ------ | -- | -- | -- | -- | -- | -- | -- | -- |
| 1    |     | Chevrolet                      | 8      | 322    | 7  | 6  | 3  | 5  | 5  | 3  | 1  | –  |
| 2    |     | SR Customer Racing             | 8      | 193    | 1  | –  | 3  | 2  | –  | 7  | –  | 2  |
| 3    |     | BMW Customer Racing Teams      | 8      | 185    | –  | 2  | 2  | 1  | 3  | 8  | –  | 5  |
| 4    |     | Volvo Polestar Evaluation Team | 8      | 46     | –  | –  | –  | –  | –  | 1  | –  | –  |
| Poz. | +/- | Producent                      | Starty | Punkty | P1 | P2 | P3 | PP | NO | NS | DK | NW |